# Áron Gábor

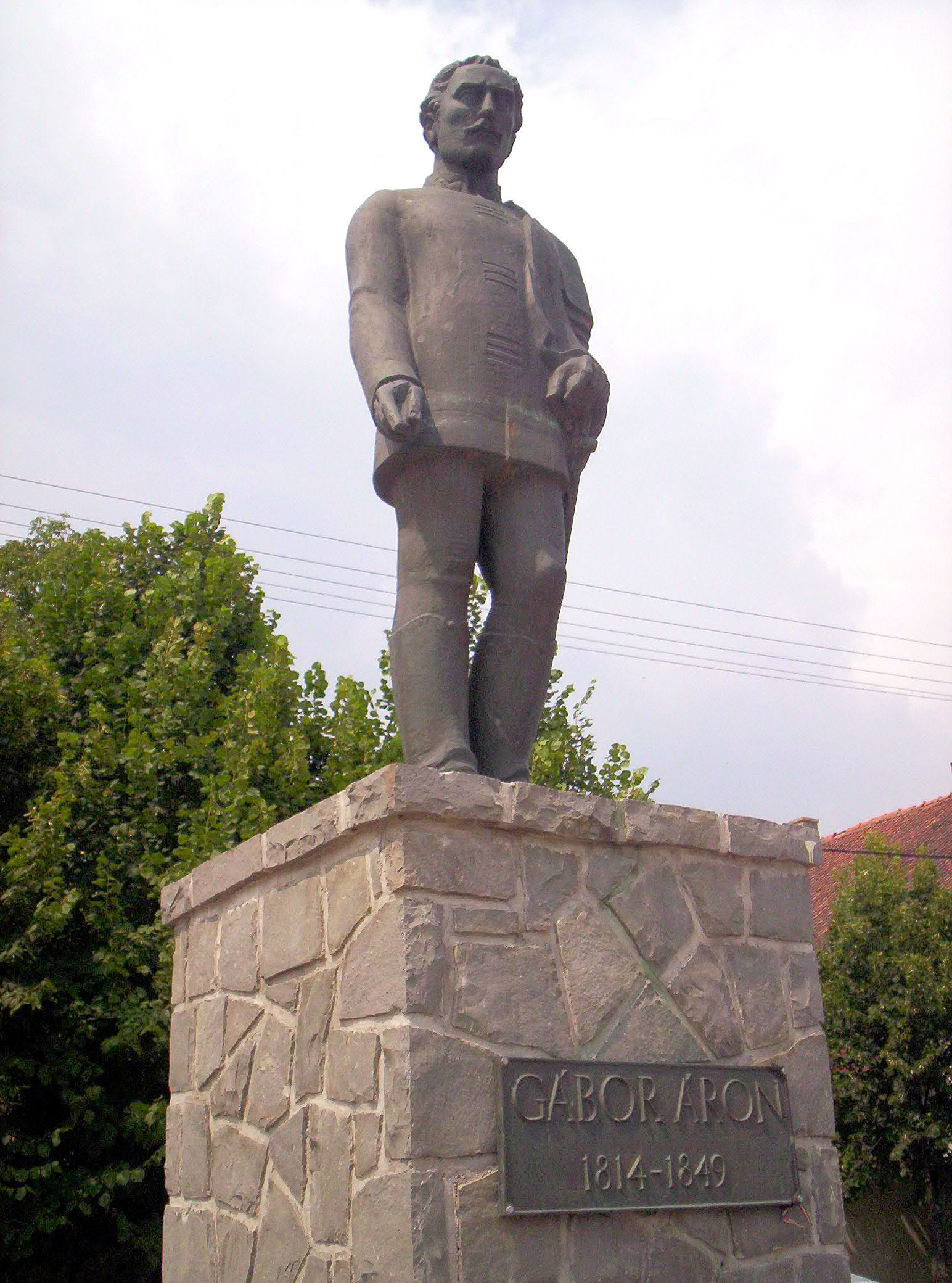
Socha Árona Gábora v Brețcu

Áron Gábor (27. listopadu 1814 Brețcu – 2. července 1849 Chichiș) byl sikulský důstojník dělostřelectva a národní hrdina Maďarské revoluce v letech 1848–1849. Byl jedním z velitelů sikulsko-maďarských sil v Sedmihradsku bojujícícg proti Rakouskému císařství. Získal proslulost produkcí děla a střelný prach pro maďarské síly a vedením ozbrojených sil proti císářským vojskům na území Háromsecké župy (dnes oblast patřící pod župu Covasna v Rumunsku). Byl zabit 2. července 1849 při boji proti carským vojskům, které spolupracovaly s císařskou armádou.

## Galerie

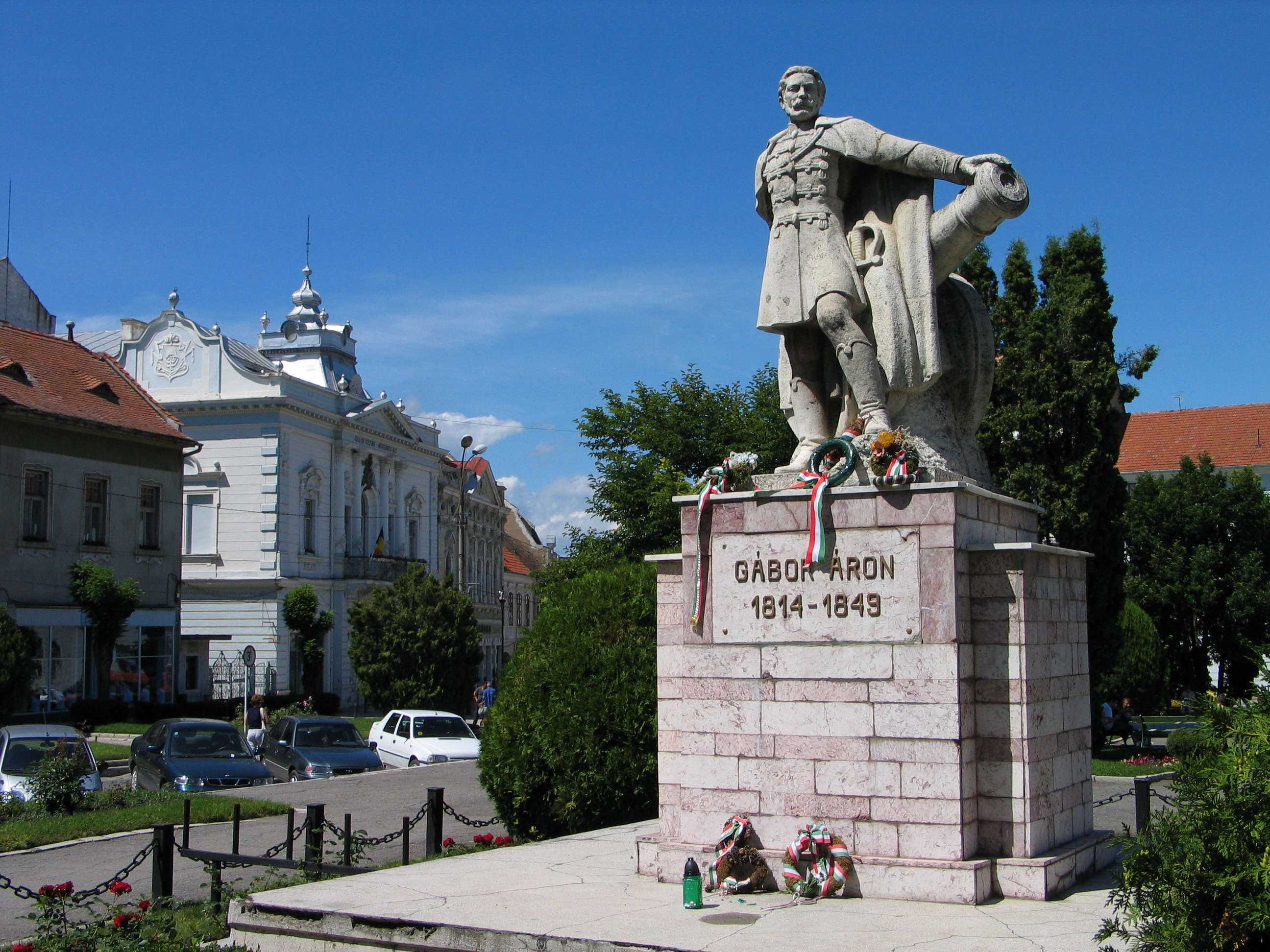
Pomník v Târgu Secuiescu v Rumunsku
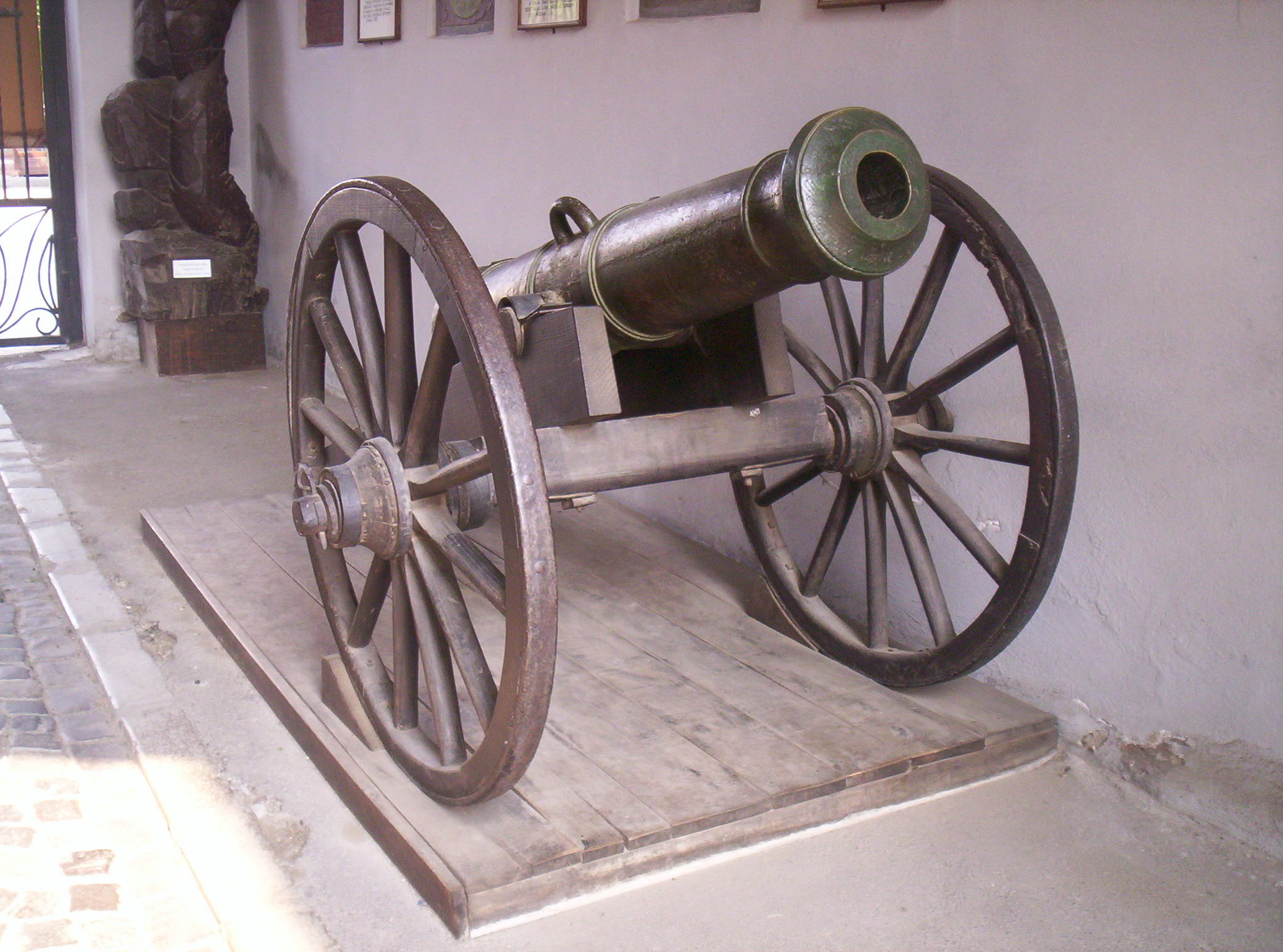
Kopie děla, které nechal vyrobit Áron Gábor